# Accident ferroviaire de Bioče

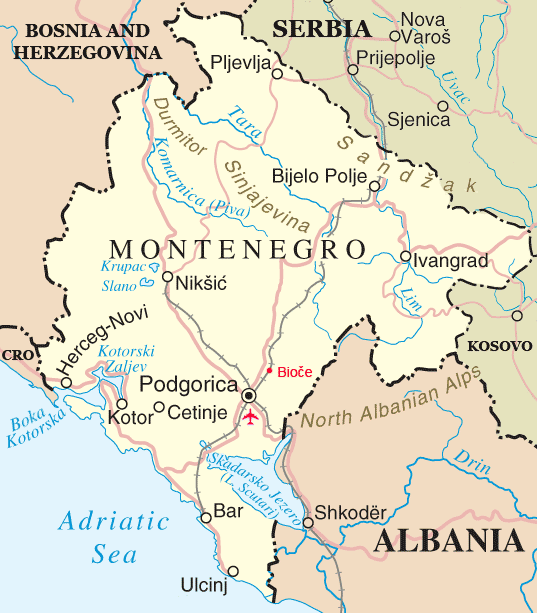
Localisation de Bioče au Monténégro

L'accident ferroviaire de Bioče s'est produit le 23 janvier 2006 au Monténégro, qui était encore intégré dans la Serbie-et-Monténégro. Au moins 45 personnes (dont 5 enfants) y ont trouvé la mort et 184 furent blessées.
C'est le plus grave accident de train de l'histoire du Monténégro.

## Accident
L'accident est intervenu après 16 h, heure locale (15 h GMT) près du village de Bioče, à 10 km environ au nord de la capitale du Monténégro, Podgorica. Un train local transportant environ 300 personnes, en provenance de la ville de Bijelo Polje dans le nord du Monténégro à destination du port de Bar sur la mer Adriatique, dérailla au franchissement de la Morača et s'écrasa dans un ravin 100 mètres plus bas.
Beaucoup de victimes étaient des enfants revenant d'un séjour de vacances à la neige dans le nord.
Selon le ministre de l'Intérieur du Monténégro, Jusuf Kalamperović, l'accident serait dû à une défaillance du système de freinage. L'accident s'est produit sur la ligne Belgrade-Bar, renommée comme étant l'une des plus pittoresques en Europe.
Deux responsables ont immédiatement démissionné après l'accident, le ministre des Transports Andrija Lompar et le directeur des chemins de fer du Monténégro, Ranko Medenica. En outre, le conducteur du train, Slobodan Drobnjak, accusé de négligence, fut arrêté.

## Enquête officielle
Aussitôt après son hospitalisation, dans la nuit suivant l'accident, le conducteur du train, Slobodan Drobnjak, fut interrogé par le juge chargé des investigations, Zoran Radović.
Le lendemain, avant même que l'enquête approfondie ait commencé et en contradiction avec tous les témoins oculaires qui mettaient en cause le freinage, le dirigeant des chemins de fer du Monténégro, Momčilo Rakočević, indiqua que la cause de l'accident était une erreur humaine, accusant explicitement le conducteur Drobnjak : « Selon l'enquête préliminaire, et des données encore incomplètes, on peut penser que l'accident est probablement arrivé parce que le conducteur et le personnel d'accompagnement n'ont pas suivi les procédures opérationnelles qui auraient permis d'éviter que le train parte en dérive sur la pente ».
Le juge, Radović, déclara le 25 janvier 2006 que « la cause la plus probable de l'accident est la défaillance du système de freinage ». Il continua expliquant que : « 700 mètres avant le lieu de l'accident, il n'y avait aucun problème de freinage, le train freinait normalement. Tous les faits constatés convergent vers un défaut de freinage et l'enquête ultérieure dira pourquoi et comment ».
Le même soir, il interrogea à nouveau le conducteur du train, Slobodan Drobnjak, cette fois-ci durant trois heures et en présence du procureur public, Veselin Vučković. Après cet interrogatoire, qui eut lieu à l'hôpital de Podgorica où Drobnjak attendait d'être opéré de sa hanche fracturée dans l'accident, le juge enquêteur, Zoran Radović, de la juridiction locale de Podgorica, fixa à un mois la durée de détention de Drobnjak compte tenu de la prolongation de l'enquête.
Ainsi à partir du 26 janvier 2006, trois jours après l'accident, beaucoup de confusions s'étaient créées avec ces déclarations contradictoires. Le juge Radović intervint ce même jour déclarant que les investigations pourraient durer six mois. Il prévint aussi la direction des chemins de fer du Monténégro pour qu'elle cesse de faire des déclarations publiques qui préjugeaient des résultats de l'enquête. Répondant au quotidien de Podgorica, Pobjeda, il précisa que le but premier de son enquête était de vérifier si le conducteur Drobnjak avait commis des fautes, mais qu'il examinerait aussi des aspects plus généraux de la sécurité ferroviaire.
Le 27 janvier 2006, le procureur, Vučković, lança une requête auprès du juge pour une nouvelle investigation à l'encontre de Slobodan Drobnjak pour motif de « grave mise en danger de la sécurité de la circulation avec conséquences mortelles ».
Les avocats de Drobnjak, Dragana Vujović et Goran Rodić, firent appel le 28 janvier 2006 contre sa détention d'un mois : « Il a été assigné en détention sur la base d'une possibilité de fuite et d'influençable des témoins. Il est complètement ridicule d'invoquer dans ce cas la possibilité de fuite comme motif de détention. Il a été opéré hier et une longue convalescence l'attend. Et pour autant qu'il puisse influencer des témoins, il a déjà été interrogé deux fois de manière très détaillée. »

## Réactions publiques
Questionné à la suite des démissions de Medenica et de Lompar sur une démission éventuelle de l'ensemble du gouvernement après un tel accident, le député monténégrin, Miroslav Ivanišević, répondit que des accidents de trains se produisaient même dans des pays beaucoup plus développés, avec de meilleures infrastructures, ajoutant que le gouvernement du Monténégro avait beaucoup investi dans le développement de l'infrastructure ferroviaire du pays.
À partir du vendredi 27 janvier 2006, il y eut de fortes réactions contre ce que beaucoup percevaient comme une injuste dénonciation publique du conducteur Drobnjak. L'organisation non-gouvernementale Grupa za promjene (groupe pour le changement) offrit les services d'un avocat à Drobnjak et accusa les chemins de fer du Monténégro de s'engager dans une campagne publique peu ragoûtante dans le but de se dédouaner de leurs responsabilités en sacrifiant un de leurs employés.
Un scandale encore plus grand s'ensuivit quand une information sur un accident manqué fut rapportée. Le 26 janvier 2006, à peine trois mois après la tragédie, le train du matin, no 6151, reliant Podgorica à Bar, arriva à sa destination avec une roue fissurée sur la locomotive.